# Polyandrocarpa ordinata
Polyandrocarpa ordinata is een zakpijpensoort uit de familie van de Styelidae. De wetenschappelijke naam van de soort is voor het eerst geldig gepubliceerd in 1983 door Monniot.